# جان-بابتيست لابل
جان-بابتيست لابل هو سياسي كندي، ولد في 27 مايو 1836 في سوريل-تريسي في كندا، وتوفي في 3 أغسطس 1887. نشط حزبياً في حزب كندا المحافظ. وقد انتخب عضو مجلس العموم الكندي.